# Virtua Fighter (серія відеоігор)
Virtua Fighter (яп. バーチャファイター Бāтя Файтā) — серія відеоігор в жанрі файтинга з тривимірної графікою, розроблена компанією Sega.
Перша гра серії, Virtua Fighter, була розроблена Sega-AM2, внутрішньої студією Sega, та Ю Судзукі. Вона була випущена в листопаді 1993 року у вигляді аркадного ігрового автомата на аркадной платформі Sega Model 1, що дозволяла відображати просту тривимірну полігональну графіком. Гра вважається першим тривимірним файтинг. Згодом вона була портована на ігрові консолі Sega і інші домашні ігрові платформи, а також отримала низку продовжень, що виходили у вигляді ігрових автоматів і працює на ігрові консолі.